# Peter Lax
Peter David Lax, född 1 maj 1926 i Budapest, död 16 maj 2025 på Manhattan i New York,
var en amerikansk matematiker verksam inom både ren och tillämpad matematik. Han har framförallt bidragit med fundamentala resultat inom funktionalanalys, fluiddynamik samt chockvågor, partiella differentialekvationer och konserveringslagar, samt numerisk analys.

## Karriär
Lax föddes i Budapest, Ungern, men tvingades tillsammans med sin familj fly undan nazismen för att år 1941 bosätta sig i New York. Under åren 1945-1946 deltog Lax i Manhattanprojektet. Efter att ha doktorerat 1949 vid New York University har han varit universitetet trogen, och innehar en professur vid Courant Institute.
Bland Lax resultat kan särskilt nämnas Lax–Wendroffs metod och Lax–Friedrichs metod, som används vid diskretisering av partiella differentialekvationer, samt Lax ekvivalenssats, ett fundamentalt resultat inom numerisk analys. Lax-Milgrams sats är ett resultat som möjliggör så kallade svaga lösningar till olika system av differentialekvationer.

## Priser
Lax har erhållit ett antal priser, bland andra National Medal of Science år 1986, Wolfpriset 1987, Leroy P. Steele-priset 1992, samt Abelpriset år 2005. Han är även hedersdoktor vid minst tio universitet, bland annat Lunds universitet.